# Santa María del Arroyo
Santa María del Arroyo es un municipio de España perteneciente a la provincia de Ávila, en la comunidad autónoma de Castilla y León. Cuenta con una población de 102 habitantes (INE 2024).

## Geografía
Integrado en la comarca de Ávila, se sitúa a 24 kilómetros de la capital provincial. El término municipal está atravesado por la carretera N-110 entre los pK 276 y 278. El relieve del territorio está caracterizado por el Valle de Amblés, que se extiende por el sur a los pies de las primeras estribaciones de la Sierra de Ávila. La altitud oscila entre los 1250 metros al norte y los 1130 metros al sur. La localidad está situada a una altitud de 1154 metros sobre el nivel del mar.
| Noroeste: La Torre   | Norte: La Torre  | Noreste: Muñogalindo |
| Oeste: La Torre      |                  | Este: Muñogalindo    |
| Suroeste: Solosancho | Sur: Muñogalindo | Sureste: Muñogalindo |

## Demografía
Santa María del Arroyo cuenta con una población de 102 habitantes (INE 2024).
| Gráfica de evolución demográfica de Santa María del Arroyo entre 1842 y 2021                                          |
| |
| Población de derecho según los censos de población del INE. Población de hecho según los censos de población del INE. |

## Patrimonio
- Verraco de Santa María

Verraco de piedra de origen vetón.